# Ельцово (Тверская область)
Ельцово — упразднённая деревня в Ржевском районе Тверской области России. Находилась на территории современного сельского поселения «Чертолино».

## География
Расположена деревня на юге области, в зоне смешанных лесов, у реки Добрыня, на ручье Запрудня.
Возле деревни к северу вершина в 217 метров.

## История
До революции входила в Ржевский уезд Тверской губернии.
Во время Великой Отечественной войны находилась в оккупированной зоне.
Входила в Афанасовский сельсовет.
Упразднена в 1990-е годы.

## Население
По сведениям 1859 года, изданных 1862-м, число дворов	10, жителей мужского пола — 40, женского пола — 42.

## Инфраструктура
Было развито личное подсобное хозяйство.

## Транспорт
Просёлочные дороги.